# Терлецький Іван Миколайович
Іван Миколайович Терлецький (нар. 27 лютого 1923 року, с. Лібухова, Старосамбірський повіт — пом. 2 травня 2015 року, смт Кіндійка, Херсонська область — вояк Української повстанської армії, син Миколи Терлецького.

## Життєпис
Народився 27 лютого 1923 року у с. Любухова Старосамбірського повіту на Львівщині. Батько — старшина Української Галицької Армії.
З дитинства готувався до збройного повалення польської окупації. В УПА з 1944 року, учасник боїв з більшовиками на терені Військової округи № 5 «Маківка».
Заарештований органами НКВС у 1946 році — під час бою поряд вибухнула граната і боєць отямився вже у полоні. Десять років відбував покарання у радянських концтаборах, згодом жив на засланні. Вся близька родина депортована до Сибіру.
У 1970-х повернувся до України, де отримав відмову в поверненні до рідного села. Оселився у передмісті Херсона, згодом приїхала дружина, також політв'язень. Позбавлений права всиновлювати дітей, як «ворог народу». Сприяв засудженим націоналістам в пізнішому облаштуванні на Херсонщині. Від 1989 року брав активну участь у відродженні українського суспільно-політичного життя на Херсонщині, на початку 90-х років вступив до херсонського осередку Народного руху України. Разом з іншими ветеранами УПА домігся створити першу в Херсоні парафію УАПЦ. Член Братства ОУН-УПА.
Помер 2 травня 2015 року у с. Кіндійка на Херсонщині. Прощання відбулося у Свято-Олександрівському храмі УПЦ КП м. Херсона 5 травня 2015 року.

## Вшанування пам'яті
У селищі Антонівка вулиця Олега Кошового перейменували на вулицю Івана Терлецького.